# ClockStone
ClockStone Softwareentwicklung GmbH ist ein 2006 gegründetes, österreichisches Unternehmen zur Entwicklung von Computerspielen mit Sitz in Innsbruck.

## Geschichte
Das Unternehmen wurde im Juli 2006 von Michael Schiestl und Matthias Hilke gegründet, nachdem sie ihr Studium der Physik und Mathematik sowie der Literatur- und Sprachwissenschaften abgeschlossen hatten. Die erste Veröffentlichung war das PC-Action-Rollenspiel Avencast: Rise of The Mage, in welches das Team mehr als drei Jahre Entwicklungszeit investierte. Zu den bekanntesten veröffentlichten Titeln von ClockStone zählt die Bridge-Constructor-Reihe, die auf zahlreichen Plattformen veröffentlicht wurde (iOS, Android, PC, Mac, Linux, Xbox One und PlayStation 4). 

## Spiele
- Avencast: Rise of The Mage (2007)
- Super Fun Chess (2008)
- Greed: Black Border (2009)
- Small Game Hunting (Niederwild-Jagd) (2009)
- Boar Hunting (Wildschwein-Jagd) (2009)
- Dangerous Safari (Gefährliche Safari) (2010)
- Bridge Constructor (2011)
- Bridge Constructor Playground (2012)
- Bridge Constructor Medieval (Bridge Constructor Mittelalter) (2014)
- Slot Raiders (2014)
- Bridge Constructor Stunts (2015)
- Bridge Constructor Portal (2017)
- Bridge Constructor: The Walking Dead (2020)
- LEGO Bricktales (2022)